# Greg Stewart (Eishockeyspieler)
Gregory „Greg“ Stewart (* 21. Mai 1986 in Kitchener, Ontario) ist ein ehemaliger kanadischer Eishockeyspieler, der im Verlauf seiner aktiven Karriere zwischen 2003 und 2013 unter anderem 28 Spiele für die Canadiens de Montréal in der National Hockey League (NHL) auf der Position des linken Flügelstürmers bestritten hat. Darüber hinaus absolvierte Stewart annähernd 270 weitere Partien in der American Hockey League (AHL).

## Karriere
Greg Stewart begann seine Karriere als Eishockeyspieler bei den Peterborough Petes, für die er von 2003 bis 2006 in der Ontario Hockey League (OHL) aktiv war. In dieser Zeit wurde er im NHL Entry Draft 2004 in der achten Runde als insgesamt 246. Spieler von den Canadiens de Montréal aus der National Hockey League (NHL) ausgewählt. Zum Ende seiner Juniorenkarriere gewann der Stürmer mit den Petes die Meisterschaft der OHL in Form des J. Ross Robertson Cups und vertrat das Team zudem im traditionsreichen Memorial Cup.
Mit Beginn der Saison 2006/07 spielte Stewart erstmalig im Profibereich und wurde eine Spielzeit lang bei den Cincinnati Cyclones in der ECHL eingesetzt, ehe er in der Saison 2007/08 sein Debüt für die Canadiens de Montréal in der NHL gab, für die er bis 2010 insgesamt 26 Partien absolvierte. Ansonsten kam der Kanadier aber in der American Hockey League (AHL) bei Montréals Farmteam, den Hamilton Bulldogs, zum Einsatz. Das Ende des Spieljahres 2009/10 bestritt er – bedingt durch ein Leihgeschäft – bei den Chicago Wolves in der AHL. Im Juli 2010 wurde Stewart als Free Agent für eine Saison von den Edmonton Oilers verpflichtet, die ihn ausschließlich bei ihrem AHL-Kooperationspartner Oklahoma City Barons einsetzten. Nachdem der Angreifer in der Folge jeweils eine Spielzeit bei den South Carolina Stingrays in der ECHL sowie den Belfast Giants in der britischen Elite Ice Hockey League (EIHL) verbracht hatte, beendete der 27-Jährige im Sommer 2013 seine aktive Karriere.

## Erfolge und Auszeichnungen
- 2006 J.-Ross-Robertson-Cup-Gewinn mit den Peterborough Petes

## Karrierestatistik
(Legende zur Spielerstatistik: Sp oder GP = absolvierte Spiele; T oder G = erzielte Tore; V oder A = erzielte Assists; Pkt oder Pts = erzielte Scorerpunkte; SM oder PIM = erhaltene Strafminuten; +/− = Plus/Minus-Bilanz; PP = erzielte Überzahltore; SH = erzielte Unterzahltore; GW = erzielte Siegtore; 1 Play-downs/Relegation; Kursiv: Statistik nicht vollständig)